# Atentados de Copenhague de 2015
Los atentados de Copenhague de 2015 tuvieron lugar entre el 14 y el 15 de febrero de 2015, en la capital de Dinamarca. Se produjeron con una diferencia de casi diez horas, el segundo pasada la medianoche.

## Desarrollo

### Primer ataque
El primero tuvo lugar a las 15:33 del sábado 14 de febrero en el centro cultural Krudttønden, durante el seminario «Arte, blasfemia y libertad de expresión», organizado por el Lars Vilks Committee en honor de las víctimas del atentado del 7 de enero de 2015 contra el semanario satírico francés Charlie Hebdo. Nada más inaugurar el evento, un sujeto armado, Omar Abdel Hamid Al Hussein, mató a un civil, el cineasta Finn Nørgaard, de 55 años, e hirió a tres agentes de policía. El embajador de Francia en Dinamarca, François Zimeray, y el artista sueco Lars Vilks estaban presentes, y se supone que justamente Vilks era el objetivo principal, teniendo en cuenta la controversia sobre sus dibujos del profeta Mahoma.
En el seminario también se encontraban la activista de FEMEN Inna Shevchenko, el editor del Dagbladet Information, Niels Ivar Larsen y la organizadora del evento Helle Merete Brix, entre otros.

### Segundo ataque
Horas más tarde, a las 00:50 del domingo 15, un segundo tiroteo tuvo lugar cerca de la sinagoga de Krystalgade, durante la celebración de un Bat Mitzvah, donde Al Hussein mató a Dan Uzan, de 37 años, de profesión guardia de seguridad y que custodiaba como voluntario la comunidad judía desde hace años, también dejó heridos a dos agentes de policía.
Más tarde esa mañana, la policía consiguió abatir a Al Hussein, quien se encontraba cerca de la estación de Nørrebro en Copenhague, después de que este hombre abriese fuego contra ellos cuando se dirigían a él, mientras estaba tratando de entrar en un lugar bajo vigilancia.